# توماس كالي
توماس كالي (بالإنجليزية: Thomas Charles Pleydell Calley) هو سياسي بريطاني (وحمل سابقاً جنسية المملكة المتحدة لبريطانيا العظمى وأيرلندا)، ولد في 28 يناير 1856، وتوفي في 14 فبراير 1932. حزبياً، نشط في الحزب الليبرالي الوحدوي. في الانتخابات العمومية البريطانية في يناير 1910 ‏، انتخب عضو برلمان المملكة المتحدة الـ29 عن دائرة Cricklade (UK Parliament constituency) ‏ (15 يناير 1910 – 28 نوفمبر 1910).